# Алтынжарский сельсовет
Алтынжа́рский сельсове́т — муниципальное образование в составе Володарского района Астраханской области, Российская Федерация. Административный центр — село Алтынжар.

## Географическое положение
Граница сельсовета начинается от ерика Прорва по границе с Новинским сельсоветом и идёт в юго-восточном направлении по суходолу протяженностью 1100 м до автомобильной дороги Астрахань-Зеленга, вдоль северной стороны участка «Северный» протяженностью 1000 м, затем вдоль водооградительного вала восточной стороны участка «Северный» протяженностью 280 метров, далее на северо-восток по суходолу на 1630 метров и до реки Камардан.

## История
В 1922 году Алтынжарский сельсовет упомянут в учётных данных в составе Абубекеровской волости Астраханского уезда. В июле 1925 года сельсовет был включен в состав Могойского района, в 1926 году передан в состав Зеленгинского района, в 1931 году вошёл в территорию Володарского района, в 1944 году вернулся в Зеленгинский район, в 1963 году присоединился к Красноярскому району, и наконец в 1965 году Алтынжарский сельсовет был передан Володарскому району.

## Население
| 2010  | 2012  | 2013  | 2014  | 2015  | 2016  | 2017  |
| ----- | ----- | ----- | ----- | ----- | ----- | ----- |
| 2471  | ↗2478 | ↗2496 | ↘2489 | ↗2490 | ↘2460 | ↗2484 |
| 2018  | 2019  | 2020  | 2021  |       |       |       |
| ↗2486 | ↘2468 | ↘2446 | ↘2304 |       |       |       |

## Состав
В состав поселения входят следующие населённые пункты:
| Населённый пункт     | Население, человек (2010) |
| -------------------- | ------------------------- |
| Алтынжар, село       | 1071                      |
| Егин-Аул, село       | 186                       |
| Кошеванка, село      | 329                       |
| Камардан, посёлок    | 685                       |
| Коровье, село        | 163                       |
| Казенный Бугор, село | 161                       |

### Упразднённые населённые пункты
Верхний Капчик  — упразднённое в 1999 году село.

## Хозяйство
Общая площадь муниципального образования составляет 7188 гектаров, в том числе земли сельскохозяйственного назначения — 6366 га, пастбища — 2182 га, сенокосные угодья — 2939 га. В структуре почвенного покрова преобладают бурые полупустынные почвы и их комплексы с солонцами полупустынными.
В сельсовете развиты растениеводство, рыбодобыча, животноводство (поголовье крупного рогатого скота на 2011 год составило 2250 голов, поставлено на молокозавод «Володарский» в 2006 году 163,3 тонны молока — второе место в областном конкурсе по сбору молока у населения среди муниципальных образований области, в 2009 году 60,033 т молока, в 2010 году — 41,696 т, в 2011 году — 16,619 т молока). Население обеспечено мясной и молочной продукцией, шерстью. Кроме крупного рогатого скота в хозяйствах имеются лошади, козы, овцы, куры. Все домовладения и учреждения газифицированы. В 2006 году село Алтынжар было выставлено на конкурс на самый благоустроенный населённый пункт в Астраханской области, где заняло третье место. Действуют 12 магазинов.
Из объектов социальной сферы в селе Алтынжар расположены: здание администрации сельсовета, средняя школа, фельдшерско-акушерский пункт, сельская библиотека, детский сад, почта, областное государственное учреждение культуры Региональный культурный центр имени Курмангазы Сагырбаева, мавзолей Курмангазы Сагырбаева.
С городом Астрахань связывает дорога Камардан-Алтынжар-Володарский-Астрахань протяженностью 60 километров. Внутри села почти 2 километра дороги асфальтировано.